# Алексије V Велики Комнин
Алексије V Велики Комнин (грч. Αλεξιος Σκανταριος Μεγας Κομνηνος, 1454 – 1. новембар 1463), наследио је свог стрица  цара Јована IV, у априлу 1460. године, и владао је Трапезунтским царством док га није збацио други стриц , Давид Велики Комнин. Алексије је био син и једино познато дете Александра, брата царева Јована IV и Давида. Александар је био цар - савладар свом брату цару Јовану IV, али је умро пре 1460. године, чиме је млади Алексије V постао наследник цара Јована IV. Готово одмах након Алексијевог ступања на власт, Давид је, уз подршку утицајне породице Кавасита, свргнуо цара Алексија V и преузео престо за себе.
Цара Алексија V су заједно са остатком његове породице погубили Османлије у Константинопољу 1463. године, две године након освајања Трапезунта од стране Османског царства, након што је цар Давид био оптужен да спрема издају османског султана Мехмеда II.

## Живот
Цар Алексије V Велики Комнин је рођен 1454. године, као једино познато дете Александра Великог Комнина, трапезунтског цара - савладара, и Марије Гатилузијо, ћерке Дорина I Гатилузија, господара острва Лезбос. Александар, који се у неким изворима назива и Скантарије, био је син трапезунтског цара Алексија IV Великог Комнина (1417–1429) и био је његов изабрани наследник. Међутим, цара Алексија IV је убио и наследио  Александров старији брат, цар Јован IV Велики Комнин (1429–1460), 1429. године. У почетку непријатељски расположени један према другом, два брата су се на крају помирила и чини се да је Александра именовао његов брат 1450-их за цара - савладара, пошто цар Јован IV није имао синове и више је волео Александра у односу на свог најмлађег брата Давида. Александар је умро пре цара Јована IV, што је одредило младог Алексија да буде изабран за Јовановог наследника.
Цар Алексије V је био врло кратко цар након смрти свог стрица, априла 1460. године, али га је скоро одмах свргнуо његов стриц Давид Велики Комнин, који је потом преузео престо за себе. Давид је био и одрастао и искусан командант и мора да је као такав себе сматрао погоднијим кандидатом. Давидова узурпација, коју је углавном подржавала аристократска породица Кавасита, била је толико брза да неки савремени и скоро савремени извори описују да је Давид одмах наследио брата, цара Јована IV. Међутим, савремени историчар Лаоник Халкокондил пише да је Давид преузео престо од свог младог братанца.
Алексијев живот од његовог рођења до његове смрти слабо је познат. Опречни извештаји описују да је живео у изгнанству у Пери, у близини Цариграда, или да је остао у Трапезунту. Каснији извори наводе да је османски султан Мехмед II, који је освојио Цариград 1453. године, у неком тренутку узео младог цара Алексија V за једног од својих пажева. Султан Мехмед II је 15. августа 1461. године освојио Трапезунт и дозволио Алексијевом стрицу цару Давиду и његовој породици да се населе у близини Адријанопоља, али их је 1463. султан оптужио за издају. Можда су ове оптужбе произашле из Трепезунта који је у то време привремено освојио Узун Хасан од Ак Којунлуа, Давидов зет. У то време цар Алексије V је живео са стрицем царем Давидом и његовим синовима. Цар Алексије V је накратко прешао у ислам након оптужби за издају, али је убрзо након тога поново прешао у хришћанство. Погубљен је заједно са Давидом и Давидовом децом у Константинопољу 1. новембра 1463. године. У јулу 2013, цар Алексије V, цар Давид и Давидови погубљени синови су канонизовани за светитеље од стране Источне Православне Цркве.